# گیره (جانورشناسی)

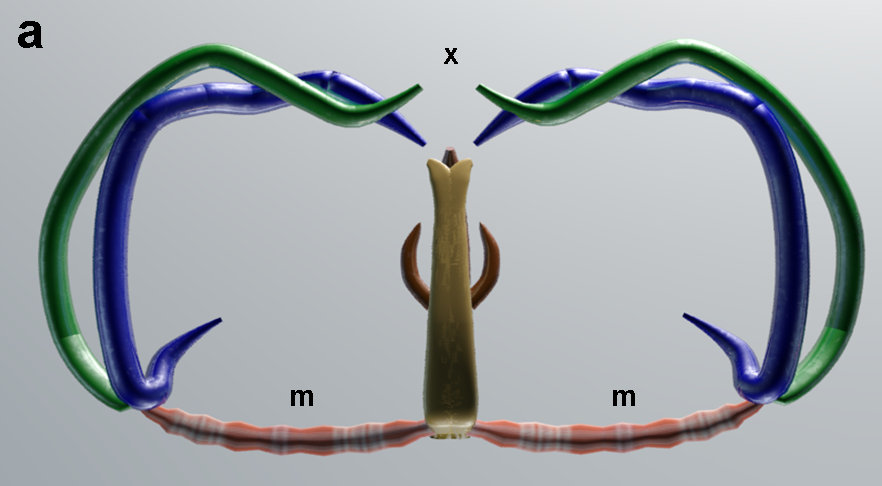
مدل کامپیوتری از اسکلریت‌ها در گیره یک تک‌زادویس میکرولپه‌ای

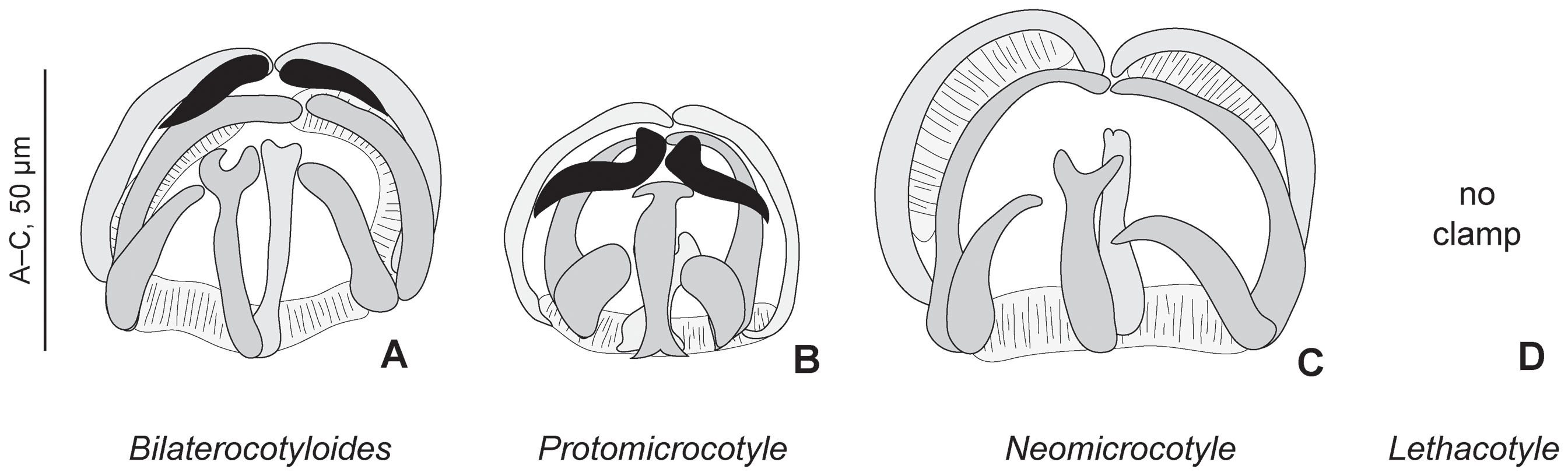
گیره‌ها در تکزادویسان مختلف پلیوپیستوکتیل از خانواده Protomicrocotylidae

گیره‌ها (به انگلیسی: Clamp) ساختار اصلی اتصال تک‌زادویسان (Polyopisthocotylean) هستند. این کرم‌های انگل نابجا، دارای تعداد متغیری گیره بر روی هاپتور خود (اندام چسبندگی پشتی) هستند. هر گیره به ماهی میزبان، به‌طور کلی به آبشش آن متصل است. گیره‌ها شامل عناصر اسکلروتین‌شده به نام اسکلریت و ماهیچه‌ها هستند. ساختار گیره‌ها با توجه به گروه‌های موجود در monogeneans Polyopisthocotylean متفاوت است. میکروکوتیلیدها گیره‌های نسبتاً ساده‌ای دارند، در حالی که گاستروکوتیلیدها گیره‌های پیچیده‌تری دارند.